# Goúra (ort)
Goúra är en ort i Grekland.   Den ligger i prefekturen Nomós Korinthías och regionen Peloponnesos, i den södra delen av landet, 120 km väster om huvudstaden Aten. Goúra ligger 800 meter över havet och antalet invånare är 231.
Terrängen runt Goúra är kuperad åt nordväst, men åt sydost är den bergig. Goúra ligger nere i en dal. Runt Goúra är det glesbefolkat, med 9 invånare per kvadratkilometer. Närmaste större samhälle är Kaisário, 19,5 km öster om Goúra. Trakten runt Goúra består till största delen av jordbruksmark.